# Monochaetum brachyurum
Monochaetum brachyurum är en tvåhjärtbladig växtart som beskrevs av Charles Victor Naudin. Monochaetum brachyurum ingår i släktet Monochaetum och familjen Melastomataceae.
Artens utbredningsområde är Colombia. Inga underarter finns listade i Catalogue of Life.